# Le Castéra
Le Castéra ist eine französische Gemeinde mit 797 Einwohnern (Stand 1. Januar 2022) im Département Haute-Garonne in der Region Okzitanien. Sie gehört zum Arrondissement Toulouse und zum Kanton Léguevin. Die Bewohner werden Castérois und Castéroises genannt.

## Geographie
Le Castéra liegt im Süden Frankreichs. Nördlich der Gemeinde liegt Thil, östlich Menville, südlich Pradère-les-Bourguets und westlich von ihr die Gemeinde Bellegarde-Sainte-Marie.

## Bevölkerungsentwicklung
| Jahr                      | 1962 | 1968 | 1975 | 1982 | 1990 | 1999 | 2008 | 2017 |
| Einwohner                 | 282  | 322  | 305  | 395  | 455  | 597  | 746  | 736  |
| Quelle: Cassini und INSEE |      |      |      |      |      |      |      |      |

## Sehenswürdigkeiten
- Kirche Saint-Eutrope
- Kirche Saint-Jean-Baptiste im Weiler Larmont aus dem 14. Jahrhundert, seit 1979 als Monument historique eingeschrieben
- Kapelle Saint-Symphorien

Siehe auch: Liste der Monuments historiques in Le Castéra

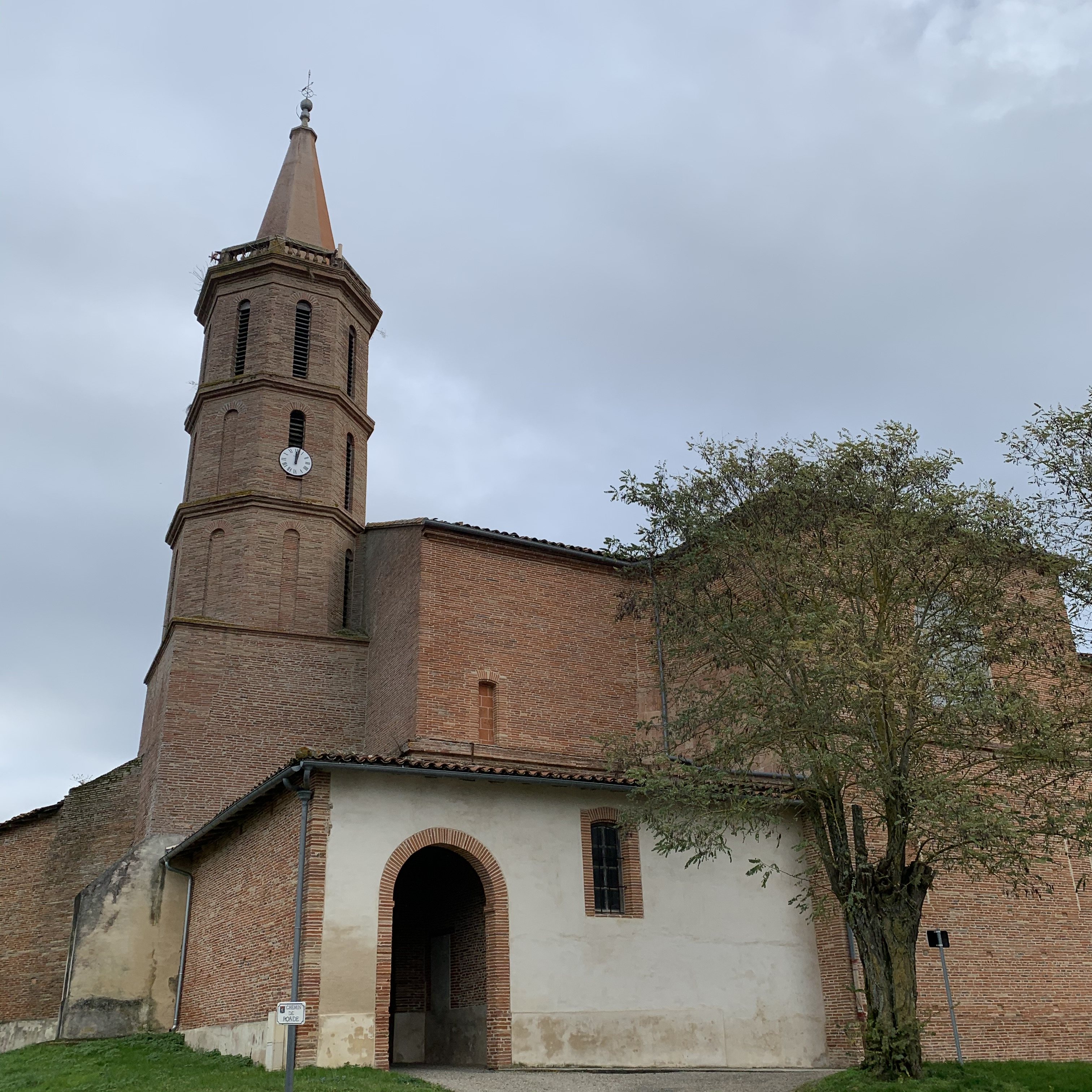
Kirche Saint-Eutrope
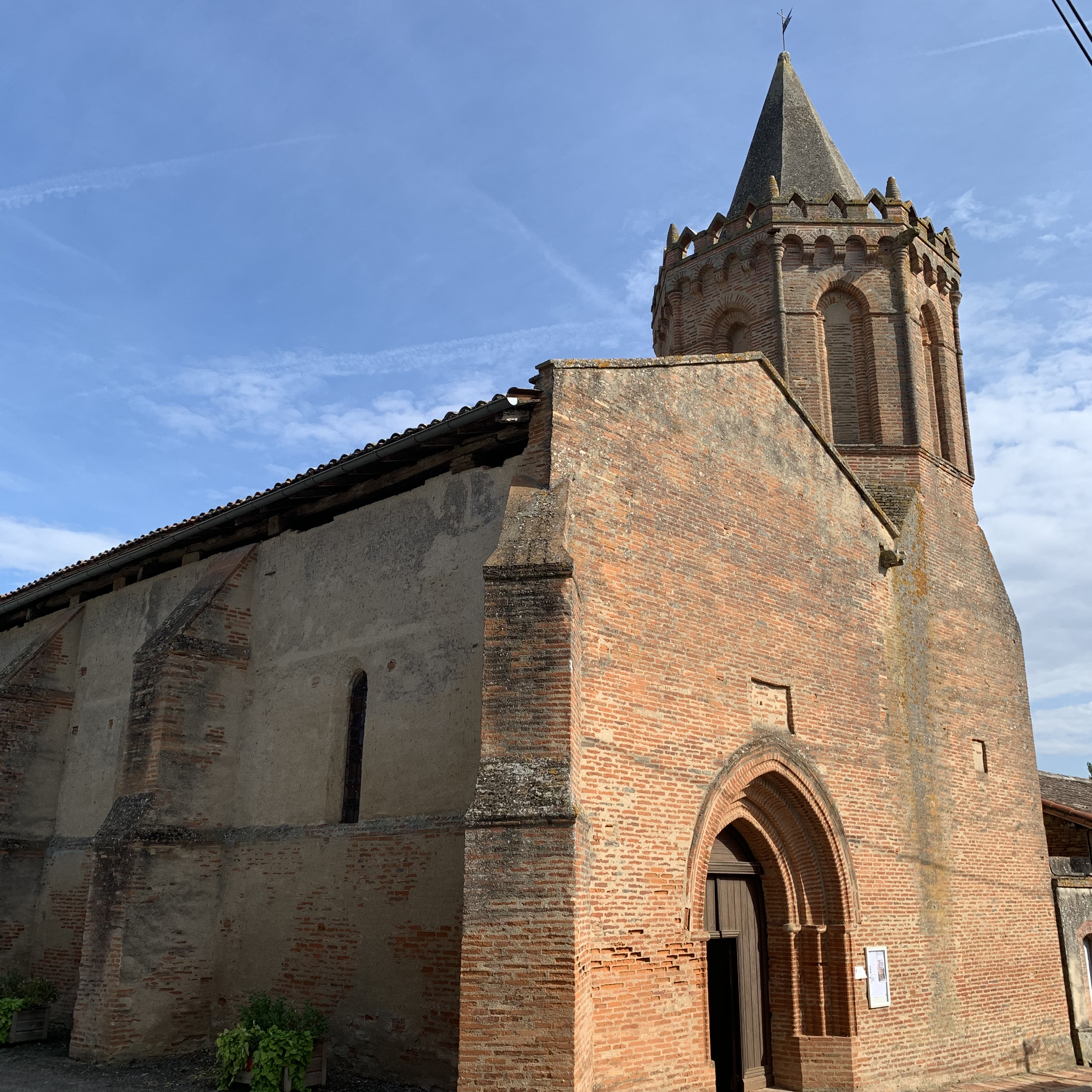
Kirche Saint-Jean-Baptiste
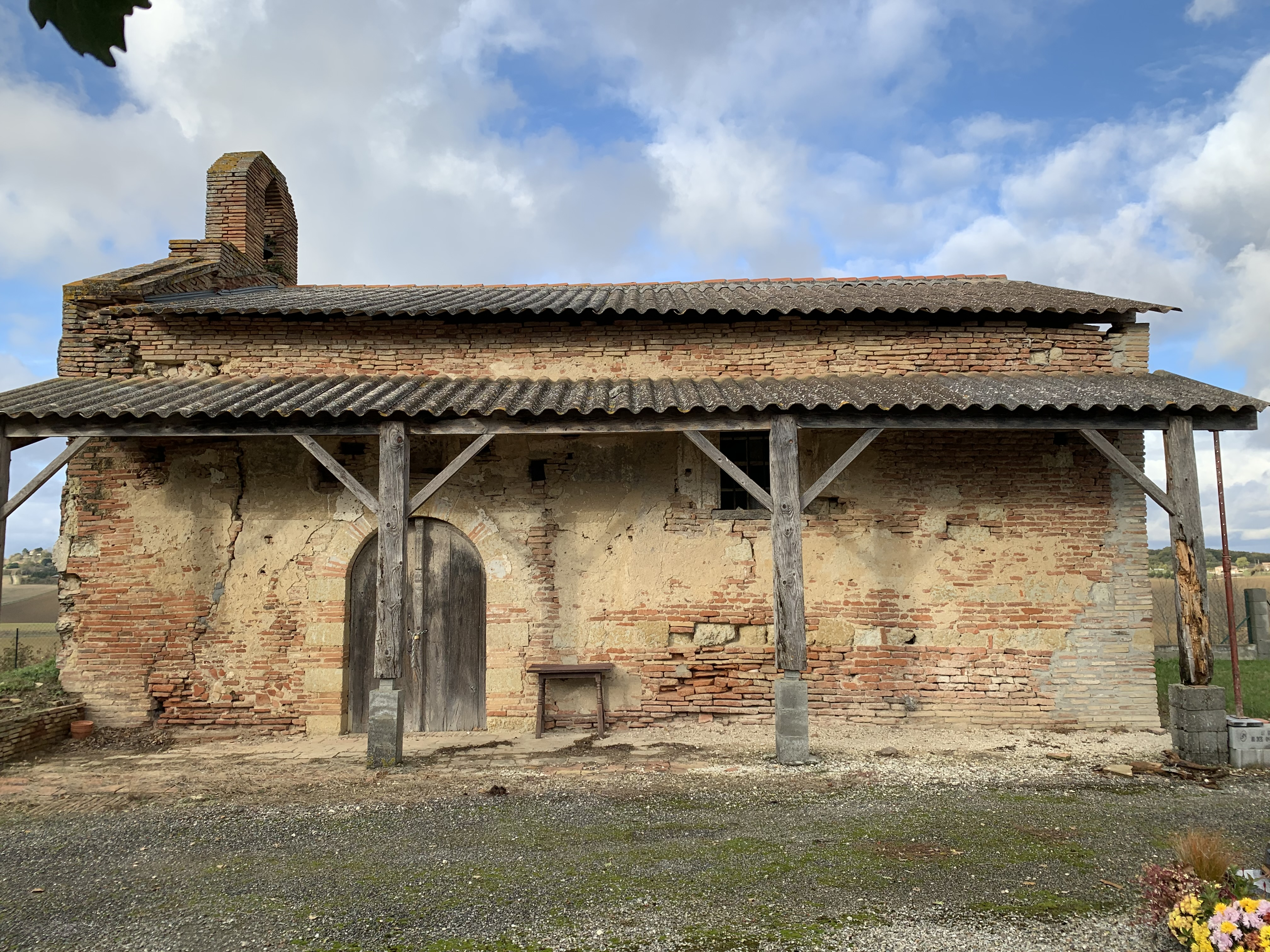
Kapelle Saint-Symphorien